# 2004年の日本競馬
2004年の日本競馬（2004ねんのにほんけいば）では、2004年（平成16年）の日本競馬界についてまとめる。
2003年の日本競馬 - 2004年の日本競馬 - 2005年の日本競馬

## 概要

### コスモバルクの活躍
ホッカイドウ競馬・田部和則厩舎に所属するコスモバルクが、中央のクラシック路線で大活躍。
同馬はホッカイドウ競馬が2003年に開始した認定厩舎制度の適用第1号馬で、2歳時より中央に挑戦し、五十嵐冬樹騎手とのコンビで百日草特別とラジオたんぱ杯2歳ステークスを勝ち、中央の芝でも一流の実力を誇示。3歳初戦の弥生賞でメイショウボーラーに1馬身1/4差をつけて2分00秒5の好タイムで優勝し、皐月賞の優先出走権を獲得した。皐月賞は1番人気に支持されたが、先行して抜け出したダイワメジャーの2着に終わる。続く東京優駿（日本ダービー）では2番人気に支持されたが、レコード勝ちしたキングカメハメハから1.2秒離された8着と惨敗。
秋はまず地元で北海優駿を勝つ。そして再び中央に矛を向け、セントライト記念を2分10秒1の日本レコードで勝ち菊花賞の出走権を得るものの、菊花賞はデルタブルースの4着に敗れる。ジャパンカップではクリストフ・ルメール騎手で出走すると2着に健闘。有馬記念は再度五十嵐騎手を鞍上に迎えたが11着に敗れた。
この活躍で、JRA賞では特別賞（特別敢闘賞）を、NARグランプリでは年度代表馬と、この年から新設された最優秀ターフ馬を受賞した。

### さらば“杉本節”
長く関西テレビ放送のアナウンサーとして活躍し、同社の競馬中継で数多くの名勝負を実況し続け、1997年2月の定年後も“持ちレース”の宝塚記念放送実況を担当していた杉本清が、高齢となり後進に道を譲るとして、この年の宝塚記念実況を最後に放送実況の世界から退いた。
以後杉本は古巣にはコメンテーターの立場で出演を続けるものの、長年の競馬界への貢献が高く評価され、JRAの公式イベントで活動する機会も増えている。

### 主な重賞競走の変更点
- 福島牝馬ステークスの新設。
- 愛知杯の出走条件変更。
- ジャパンカップダート（JCダート）のジャパンカップ同日開催。

## できごと

### 1月 - 3月
- 1月11日、京都競馬9レース福寿草特別でロードマーシャルが勝利し、サンデーサイレンス産駒がJRA通算最多勝利となる1750勝を記録。
- 1月25日、長期休養していた岡部幸雄騎手が399日ぶりに復帰し、中山競馬9レース若竹賞をダンスインザムードで勝利。
- 2月8日、藤田伸二騎手が小倉大賞典をメイショウバトラーで勝利し、史上3人目となるJRA全場重賞制覇を達成。
- 3月22日、高知競馬のハルウララが武豊騎乗で出走し10着に敗れ106連敗となる。高知競馬の1日の売り上げ記録を更新。

### 4月 - 6月
- 4月26日、タケシバオーとテイエムオペラオーが顕彰馬に選出される。
- 6月27日、元関西テレビ放送アナウンサー杉本清が、この日の宝塚記念を最後に放送実況から引退。

### 7月 - 9月
- 7月12日、セレクトセール2004で「エアグルーヴ2004」（競走名ザサンデーフサイチ）が、関口房朗によって日本セリ史上最高額となる4億9000万円で落札された。
- 9月11日、三連単（三連勝単式）の全国発売が開始される。
- 9月28日、高崎競馬の廃止が発表される。

### 10月 - 12月
- 10月3日、輸送機のトラブルで一時は出走を断念したタップダンスシチーが凱旋門賞に出走し17着に敗れる。
- 10月19日、宇都宮競馬の廃止が発表される。
- 10月24日、園田競馬所属の岩田康誠騎手が菊花賞をデルタブルースで勝利。地方所属騎手として初めてJRAクラシックレースを制した。
- 11月28日、JRAで初めて1日に2つのG1（ジャパンカップダート、ジャパンカップ）が開催される。
- 12月11日、ノーザンテースト死亡。
- 12月26日、ゼンノロブロイが有馬記念を制し、テイエムオペラオー以来の秋の古馬中長距離G1・3連勝を達成。

## 競走成績

### 中央競馬・平地GI
| 競走名                                 | 競走名                                 | 優勝馬             | 性齢 | 騎手                                 | 調教師                               | 所属    |
| 月日                                   | 競馬場                                 | 優勝馬             | 性齢 | 馬主                                 | 馬主                                 | 勝時計  |
| -------------------------------------- | -------------------------------------- | ------------------ | ---- | ------------------------------------ | ------------------------------------ | ------- |
| 第21回フェブラリーステークス           | 第21回フェブラリーステークス           | アドマイヤドン     | 牡5  | 安藤勝己                             | 松田博資                             | JRA栗東 |
| 2月22日                                | 東京競馬場                             | アドマイヤドン     | 牡5  | 近藤利一                             | 近藤利一                             | 1:36.8  |
| 第34回高松宮記念                       | 第34回高松宮記念                       | サニングデール     | 牡5  | 福永祐一                             | 瀬戸口勉                             | JRA栗東 |
| 3月28日                                | 中京競馬場                             | サニングデール     | 牡5  | 後藤繁樹                             | 後藤繁樹                             | 1:07.9  |
| 第64回桜花賞                           | 第64回桜花賞                           | ダンスインザムード | 牝3  | 武豊                                 | 藤沢和雄                             | JRA美浦 |
| 4月11日                                | 阪神競馬場                             | ダンスインザムード | 牝3  | （有）社台レースホース               | （有）社台レースホース               | 1:33.6  |
| 第64回皐月賞                           | 第64回皐月賞                           | ダイワメジャー     | 牡3  | M.デムーロ                           | 上原博之                             | JRA美浦 |
| 4月18日                                | 中山競馬場                             | ダイワメジャー     | 牡3  | 大和商事（株）                       | 大和商事（株）                       | 1:58.6  |
| 第129回天皇賞（春）                    | 第129回天皇賞（春）                    | イングランディーレ | 牡5  | 横山典弘                             | 清水美波                             | JRA美浦 |
| 5月2日                                 | 京都競馬場                             | イングランディーレ | 牡5  | 吉田千津                             | 吉田千津                             | 3:18.4  |
| 第9回NHKマイルカップ                   | 第9回NHKマイルカップ                   | キングカメハメハ   | 牡3  | 安藤勝己                             | 松田国英                             | JRA栗東 |
| 5月9日                                 | 東京競馬場                             | キングカメハメハ   | 牡3  | 金子真人                             | 金子真人                             | 1:32.5  |
| 第65回優駿牝馬（オークス）             | 第65回優駿牝馬（オークス）             | ダイワエルシエーロ | 牝3  | 福永祐一                             | 松田国英                             | JRA栗東 |
| 5月23日                                | 東京競馬場                             | ダイワエルシエーロ | 牝3  | 大和商事（株）                       | 大和商事（株）                       | 2:27.2  |
| 第71回東京優駿（日本ダービー）         | 第71回東京優駿（日本ダービー）         | キングカメハメハ   | 牡3  | 安藤勝己                             | 松田国英                             | JRA栗東 |
| 5月30日                                | 東京競馬場                             | キングカメハメハ   | 牡3  | 金子真人                             | 金子真人                             | 2:23.3  |
| 第54回安田記念                         | 第54回安田記念                         | ツルマルボーイ     | 牡6  | 安藤勝己                             | 橋口弘次郎                           | JRA栗東 |
| 6月6日                                 | 東京競馬場                             | ツルマルボーイ     | 牡6  | 鶴田任男                             | 鶴田任男                             | 1:32.6  |
| 第45回宝塚記念                         | 第45回宝塚記念                         | タップダンスシチー | 牡7  | 佐藤哲三                             | 佐々木晶三                           | JRA栗東 |
| 6月27日                                | 阪神競馬場                             | タップダンスシチー | 牡7  | （株）友駿ホースクラブ               | （株）友駿ホースクラブ               | 2:11.1  |
| 第38回スプリンターズステークス         | 第38回スプリンターズステークス         | カルストンライトオ | 牡6  | 大西直宏                             | 大根田裕之                           | JRA栗東 |
| 10月3日                                | 中山競馬場                             | カルストンライトオ | 牡6  | 清水貞光                             | 清水貞光                             | 1:09.9  |
| 第9回秋華賞                            | 第9回秋華賞                            | スイープトウショウ | 牝3  | 池添謙一                             | 鶴留明雄                             | JRA栗東 |
| 10月17日                               | 京都競馬場                             | スイープトウショウ | 牝3  | トウショウ産業（株）                 | トウショウ産業（株）                 | 1:58.4  |
| 第65回菊花賞                           | 第65回菊花賞                           | デルタブルース     | 牡3  | 岩田康誠                             | 角居勝彦                             | JRA栗東 |
| 10月24日                               | 京都競馬場                             | デルタブルース     | 牡3  | （有）サンデーレーシング             | （有）サンデーレーシング             | 3:04.8  |
| 第130回天皇賞（秋）                    | 第130回天皇賞（秋）                    | ゼンノロブロイ     | 牡4  | O.ペリエ                             | 藤沢和雄                             | JRA美浦 |
| 10月31日                               | 東京競馬場                             | ゼンノロブロイ     | 牡4  | 大迫忍                               | 大迫忍                               | 1:58.9  |
| 第29回エリザベス女王杯                 | 第29回エリザベス女王杯                 | アドマイヤグルーヴ | 牝4  | 武豊                                 | 橋田満                               | JRA栗東 |
| 11月14日                               | 京都競馬場                             | アドマイヤグルーヴ | 牝4  | 近藤利一                             | 近藤利一                             | 2:13.6  |
| 第21回マイルチャンピオンシップ         | 第21回マイルチャンピオンシップ         | デュランダル       | 牡5  | 池添謙一                             | 坂口正大                             | JRA栗東 |
| 11月21日                               | 京都競馬場                             | デュランダル       | 牡5  | 吉田照哉                             | 吉田照哉                             | 1:33.0  |
| 第5回ジャパンカップダート              | 第5回ジャパンカップダート              | タイムパラドックス | 牡6  | 武豊                                 | 松田博資                             | JRA栗東 |
| 11月28日                               | 東京競馬場                             | タイムパラドックス | 牡6  | （有）社台レースホース               | （有）社台レースホース               | 2:08.7  |
| 第24回ジャパンカップ                   | 第24回ジャパンカップ                   | ゼンノロブロイ     | 牡4  | O.ペリエ                             | 藤沢和雄                             | JRA美浦 |
| 11月28日                               | 東京競馬場                             | ゼンノロブロイ     | 牡4  | 大迫忍                               | 大迫忍                               | 2:24.2  |
| 第56回阪神ジュベナイルフィリーズ       | 第56回阪神ジュベナイルフィリーズ       | ショウナンパントル | 牝2  | 吉田豊                               | 大久保洋吉                           | JRA美浦 |
| 12月5日                                | 阪神競馬場                             | ショウナンパントル | 牝2  | 国本哲秀                             | 国本哲秀                             | 1:35.2  |
| 第56回朝日杯フューチュリティステークス | 第56回朝日杯フューチュリティステークス | マイネルレコルト   | 牡2  | 後藤浩輝                             | 堀井雅広                             | JRA美浦 |
| 12月12日                               | 中山競馬場                             | マイネルレコルト   | 牡2  | （株）サラブレッドクラブ・ラフィアン | （株）サラブレッドクラブ・ラフィアン | 1:33.4  |
| 第49回有馬記念                         | 第49回有馬記念                         | ゼンノロブロイ     | 牡4  | O.ペリエ                             | 藤沢和雄                             | JRA美浦 |
| 12月26日                               | 東京競馬場                             | ゼンノロブロイ     | 牡4  | 大迫忍                               | 大迫忍                               | 2:29.5  |

### 中央競馬・障害(JGI)
| 競走名                    | 競走名                    | 優勝馬           | 性齢 | 騎手                   | 調教師                 | 所属    |
| 月日                      | 競馬場                    | 優勝馬           | 性齢 | 馬主                   | 馬主                   | 勝時計  |
| ------------------------- | ------------------------- | ---------------- | ---- | ---------------------- | ---------------------- | ------- |
| 第126回中山大障害         | 第126回中山大障害         | ブランディス     | 騸7  | 大江原隆               | 藤原辰雄               | JRA栗東 |
| 1月10日                   | 中山競馬場                | ブランディス     | 騸7  | (有)サンデーレーシング | (有)サンデーレーシング | 4:40.9  |
| 第6回中山グランドジャンプ | 第6回中山グランドジャンプ | ブランディス     | 騸7  | 大江原隆               | 藤原辰雄               | JRA栗東 |
| 4月17日                   | 中山競馬場                | ブランディス     | 騸7  | (有)サンデーレーシング | (有)サンデーレーシング | 4:47.0  |
| 第127回中山大障害         | 第127回中山大障害         | メルシータカオー | 騸5  | 出津孝一               | 武宏平                 | JRA栗東 |
| 12月25日                  | 中山競馬場                | メルシータカオー | 騸5  | 永井康郎               | 永井康郎               | 4:37.6  |

- 第126回中山大障害は2003年12月27日開催予定だったが、積雪のため延期となり2004年1月10日に開催された。

### ダートグレード競走（地方競馬開催分・GI）
| 競走名                               | 競走名                               | 優勝馬             | 性齢 | 騎手                                 | 調教師                               | 所属    |
| 月日                                 | 競馬場                               | 優勝馬             | 性齢 | 馬主                                 | 馬主                                 | 勝時計  |
| ------------------------------------ | ------------------------------------ | ------------------ | ---- | ------------------------------------ | ------------------------------------ | ------- |
| 第53回川崎記念                       | 第53回川崎記念                       | エスプリシーズ     | 牡5  | 森下博                               | 武井榮一                             | 川崎    |
| 2月4日                               | 川崎競馬場                           | エスプリシーズ     | 牡5  | 依田泰雄                             | 依田泰雄                             | 2:12.8  |
| 第26回帝王賞                         | 第26回帝王賞                         | アドマイヤドン     | 牡5  | 安藤勝己                             | 松田博資                             | JRA栗東 |
| 6月30日                              | 大井競馬場                           | アドマイヤドン     | 牡5  | 近藤利一                             | 近藤利一                             | 2:04.0  |
| 第6回ジャパンダートダービー          | 第6回ジャパンダートダービー          | カフェオリンポス   | 牡3  | 柴田善臣                             | 松山康久                             | JRA美浦 |
| 7月8日                               | 大井競馬場                           | カフェオリンポス   | 牡3  | 西川清                               | 西川清                               | 2:04.5  |
| 第19回ダービーグランプリ             | 第19回ダービーグランプリ             | パーソナルラッシュ | 牡3  | 安藤勝己                             | 山内研二                             | JRA栗東 |
| 9月20日                              | 盛岡競馬場                           | パーソナルラッシュ | 牡3  | 深見富朗                             | 深見富朗                             | 2:02.8  |
| 第17回マイルチャンピオンシップ南部杯 | 第17回マイルチャンピオンシップ南部杯 | ユートピア         | 牡4  | 横山典弘                             | 橋口弘次郎                           | JRA栗東 |
| 10月11日                             | 盛岡競馬場                           | ユートピア         | 牡4  | 金子真人                             | 金子真人                             | 1:35.9  |
| 第4回JBCスプリント                   | 第4回JBCスプリント                   | マイネルセレクト   | 牡5  | 武豊                                 | 中村均                               | JRA栗東 |
| 11月3日                              | 大井競馬場                           | マイネルセレクト   | 牡5  | （株）サラブレッドクラブ・ラフィアン | （株）サラブレッドクラブ・ラフィアン | 1:10.6  |
| 第4回JBCクラシック                   | 第4回JBCクラシック                   | アドマイヤドン     | 牡5  | 安藤勝己                             | 松田博資                             | JRA栗東 |
| 11月3日                              | 大井競馬場                           | アドマイヤドン     | 牡5  | 近藤利一                             | 近藤利一                             | 2:02.4  |
| 第55回全日本2歳優駿                  | 第55回全日本2歳優駿                  | プライドキム       | 牡2  | 池添謙一                             | 池添兼雄                             | JRA栗東 |
| 12月22日                             | 川崎競馬場                           | プライドキム       | 牡2  | 深見富朗                             | 深見富朗                             | 1:40.6  |
| 第50回東京大賞典                     | 第50回東京大賞典                     | アジュディミツオー | 牡3  | 内田博幸                             | 川島正行                             | 船橋    |
| 12月29日                             | 大井競馬場                           | アジュディミツオー | 牡3  | 織戸眞男                             | 織戸眞男                             | 2:02.6  |

## 表彰

### JRA賞
- 年度代表馬・最優秀4歳以上牡馬　ゼンノロブロイ（牡4・美浦）
- 最優秀2歳牡馬　マイネルレコルト（牡2・美浦）
- 最優秀2歳牝馬　ショウナンパントル（牝2・美浦）
- 最優秀3歳牡馬　キングカメハメハ（牡3・栗東）
- 最優秀3歳牝馬　ダンスインザムード（牝3・美浦）
- 最優秀4歳以上牝馬　アドマイヤグルーヴ（牝4・栗東）
- 最優秀父内国産馬　デルタブルース（牡3・栗東）
- 最優秀短距離馬　デュランダル（牡5・栗東）
- 最優秀ダートホース　アドマイヤドン（牡5・栗東）
- 最優秀障害馬　ブランディス（牡7・美浦）
- 特別賞（特別敢闘賞）　コスモバルク（牡3・北海道）

- 最多勝利調教師・最高勝率調教師・最多賞金獲得調教師　藤沢和雄 （美浦）
- 優秀技術調教師　音無秀孝（栗東）
- 騎手大賞（最多勝利騎手・最高勝率騎手・最多賞金獲得騎手）　武豊（栗東）
- 最多勝利障害騎手　熊沢重文（栗東）
- 最多勝利新人騎手　藤岡佑介
- JRA賞馬事文化賞　旋丸巴

### ダートグレード競走最優秀馬
- アドマイヤドン（牡5・JRA栗東）

### NARグランプリ
- 年度代表馬・最優秀ターフ馬 コスモバルク
- サラブレッド系2歳最優秀馬 シーチャリオット
- サラブレッド系3歳最優秀馬 アジュディミツオー
- サラブレッド系4歳上最優秀馬 ナイキアディライト
- 最優秀牝馬 ベルモントビーチ
- 最優秀短距離馬 該当馬なし
- アラブ系最優秀馬 キジョージャンボ
- ばんえい最優秀馬スーパーペガサス
- 特別表彰馬 ニホンカイローレル

## 誕生
この年に生まれた競走馬は2007年のクラシック世代となる。

### 競走馬
- 2月7日 - スリープレスナイト
- 2月14日 - アルナスライン
- 2月16日 - フサイチホウオー
- 2月19日 - アドマイヤオーラ
- 2月23日 - ショウナンタレント
- 2月24日 - ドリームジャーニー
- 2月27日 - ベッラレイア
- 2月29日 - ドングラシアス
- 3月5日 - アストンマーチャン
- 3月13日 - マイネカンナ
- 3月16日 - ギルティストライク
- 3月17日 - アルコセニョーラ
- 3月18日 - ピエナビーナス
- 3月22日 - イケノスリリング
- 3月23日 - アサクサキングス
- 3月25日 - フライングアップル
- 3月26日 - テイエムアンコール
- 3月28日 - エイジアンウインズ
- 3月29日 - ミリオンディスク
- 3月31日 - ケイティラブ、ショウワモダン
- 4月1日 - メリッサ
- 4月3日 - ヴィクトリー、ニシノブルームーン
- 4月4日 - ウオッカ、アーバンストリート
- 4月8日 - ライブコンサート
- 4月9日 - クィーンスプマンテ
- 4月14日 - アポロティアラ、アルティマトゥーレ
- 4月15日 - サンツェッペリン
- 4月16日 - トーセンクラウン
- 4月18日 - ジャガーメイル、スクリーンヒーロー
- 4月21日 - ボランタス
- 4月23日 - サンライズベガ
- 4月24日 - ピンクカメオ
- 4月28日 - ローブデコルテ
- 5月1日 - フリオーソ
- 5月3日 - ローレルゲレイロ
- 5月4日 - ゴールデンダリア
- 5月11日 - ホクトスルタン
- 5月13日 - ダイワスカーレット
- 5月17日 - ヘッドライナー、トップサバトン
- 9月29日 - ロックドゥカンブ

### 人物
- 2月17日 - 土田真翔（騎手）
- 3月9日 - 西塚洸二（騎手）
- 8月17日 - 大江原比呂（騎手）
- 10月12日 - 野畑凌（騎手）
- 11月8日 - 佐藤翔馬（騎手）
- 11月13日 - 河原田菜々（騎手）

## 死去

### 競走馬、繁殖馬
- 3月4日 - マグニテュード (Magnitude)
- 3月6日 - タバスコキャット (Tabasco Cat)
- 3月30日 - ダンシングキイ (Dancing Key)
- 4月5日 - アイネスフウジン
- 4月7日 - メジロオーロラ
- 4月30日 - ロイヤルスキー (Royal Ski)
- 5月15日 - ジェイドロバリー (Jade Robbery)
- 5月16日 - メジロブライト
- 5月26日 - リアルシャダイ (Real Shadai)
- 5月30日 - マイネルブルック
- 8月8日 - インディジェナス (Indigenous)
- 8月22日 - ダービーレグノ
- 10月12日 - ツルマルガール
- 10月16日 - モガミ (Mogami)
- 10月29日 - アドマイヤベガ
- 12月3日 - ピットカーン (Pitcairn)
- 12月6日 - リンドプルバン
- 12月11日 - ノーザンテースト (Northern Taste)
- 12月11日 - メジロファントム
- 不明 - ダンスホール (Dancehall)
- 不明 - ホーン (Horn)
- 不明 - モーストリヘロー
- 不明 - ラシアンボンド (Russian Bond)
- 不明 - リンデンパッション

### 人物
- 1月18日 - 西山正行（冠名「ニシノ」「セイウン」の馬主）[2]
- 2月5日 - 柿元嘉和（騎手）
- 3月21日 - 仲住芳雄（元調教師）
- 4月2日 - 竹本貴志（騎手、レース中の事故による死亡）
- 4月5日 - 毛利喜八（冠名「モンテ」の馬主）[3]
- 4月23日 - 北野ミヤ（メジロ牧場）[4]
- 5月4日 - 土門健司（元調教師）
- 6月26日 - 栗田伸一（元騎手）
- 7月3日 - 内村良英（元JRA理事長）[5]
- 7月5日 - 古川定石（元JRA理事、作家）[6]
- 8月9日 - 諏訪富三（元調教師）
- 9月12日 - 松岡正雄（冠名「キョウエイ」「インター」の馬主）[7]

## 引退

### 競走馬
- 2月6日 - ミツワトップレディ
- 3月13日 - ピースオブワールド
- 7月21日 - リージェントブラフ
- 8月13日 - スシトレイン
- 8月18日 - ネオユニヴァース
- 9月15日 - ノーリーズン
- 10月23日 - キングカメハメハ
- 11月30日 - イーグルカフェ

### 人物
- 2月29日 - 古川寛和、鈴木寿、田村宏之、（以上騎手）、渡辺栄、中尾謙太郎、島崎宏、相川勝敏（以上調教師）
- 4月30日 - 土肥幸広（騎手）
- 6月20日 - 高橋明（騎手）
- 6月27日 - 杉本清（実況アナウンサー、元関西テレビ放送）
- 7月20日 - 久保田英敬（騎手）
- 7月31日 - 谷中公一（騎手）
- 9月9日 - 坂井千明（騎手）

### 繁殖馬
- アイランドゴールド
- アサクサゴーフル
- アスワン
- アレアズマ
- イナリワン
- インターフラッグ
- エイシンキャメロン
- エックスコンコルド
- オンワードファラオ
- カヌマオペラオー
- カリブカフェ
- グルメフロンティア
- ケイアイメガウルフ
- ゴッドスピード
- シルヴァーエンディング
- ゼンノメイジン
- トウケイニセイ
- ナイキジャガー
- ナグルスキー
- ニホンピロウイナー
- ニューシティボーイ
- ネーハイシーザー
- フォティテン
- フジノフウウン
- ブラッシングジョン
- マサムネ
- ミラーズボーイ
- ラジヤマハール